# Rosa Mayreder
Rosa Mayreder (rozená Obermayer, pseudonym: Franz Arnold) (30. listopadu 1858 Vídeň - 19. ledna 1938 tamtéž) byla rakouská aktivistka za ženská práva, spisovatelka, básnířka, kulturní filozofka, libretistka, hudebnice a malířka.

## Život
Narodila se v rodině bohatého vídeňského hostinského. Věnovala se psaní a malířství. Za symbol útisku žen považovala šněrovačku. V osmnácti letech ji přestala nosit.
V roce 1881 se provdala za svého přítele z mládí, architekta Karla Mayredera (1856 - 1935).
V roce 1893 byla spoluzakladatelkou spolku Allgemeiner Österreichischer Frauenverein (Všeobecný rakouský ženský spolek) a v letech 1893-1903 byla jeho místopředsedkyní.
V roce 1899 začala slolu s Marií Lang a Augustem Fickertem časopis Dokumente der Frauen (Svědectví žen). V tomto časopisu otiskla sérii článků o škodlivosti šněrovačky a proti předsudkům, které v oblasti ženských práv i ženské módy přetrvávaly.
Od roku 1912 byla její aktivita omezena, protože pečovala o duševně nemocného manžela.
Před první světovou válkou založila spolu s Olgou Prager, Tinou Blau a Kurtem Federnem Uměleckou školu pro ženy a dívky (Kunstschule für Frauen und Mädchen), později přejmenovanou na Vídeňskou ženskou akademii (Wiener Frauenakademie). Rovněž spolupracovala s Berthou von Suttner v rámci protiválečného hnutí. V roce 1919 se stala předsedkyní „Mezinárodní ligy žen za mír a svobodu“ (Internationalen Frauenliga für Frieden und Freiheit, IFFF),
Napsala několik novel a románů, psala i poesii. Největší význam měly ale její eseje.

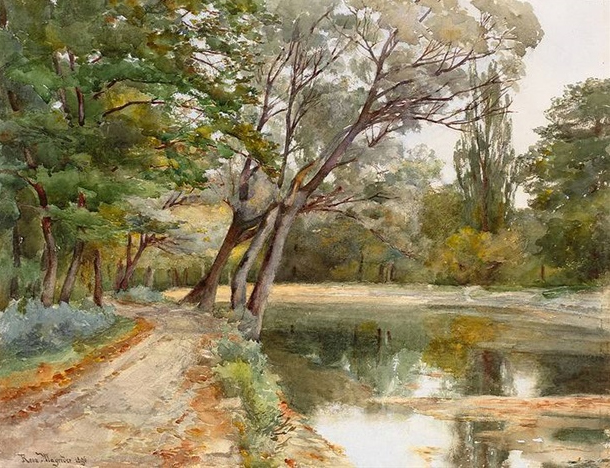
Rosa Mayreder: Rybník na Cobenzlu ve Vídni, 1896

Byla také nadanou malířkou. její akvarely byly vystavovány ve Vídni i v zahraničí (Berlín, Chicago...)

## Spisy
- Zur Kritik der Weiblichkeit (Ke kritice ženskosti – 1905)
- Geschlecht und Kultur (Pohlaví a kultura – 1923)
- Der letzte Gott (Poslední Bůh – 1933)

### Libreto
V letech 1895-1896 napsala libreto k opeře Hugo Wolfa: Der Corregidor. Jako předloha pro libreto sloužil roimán Pedra Antonia de Alarcon Třírohý klobouk (El sombrero de tres picos).

### České překlady
- MAYREDER, Rosa. Ke kritice ženskosti. Překlad Anna Sychravová. V Praze: A. Hajn, 1911. 193 s.